# 婦人保護施設
女性自立支援施設（じょせいじりつしえんしせつ）とは、困難な問題を抱える女性への支援に関する法律第12条により、都道府県により設置される要保護女性および同伴児童を収容保護するための施設。

## 概要
前身である婦人保護施設（ふじんほごしせつ）は、売春防止法（昭和31年法律第118号）第36条および配偶者からの暴力の防止及び被害者の保護等に関する法律（平成13年法律第31号）第5条により、都道府県により設置される要保護女子および同伴児童を収容保護するための施設であった。
婦人保護施設の施設設備・運営等については、「婦人保護施設の設備及び運営に関する基準（平成14年厚生労働省令第49号）」に定められていた。
概ね、各都道府県に設置義務のあった「婦人相談所」（現在の女性相談支援センター）に併設されているケースが多かった。平成22年4月1日現在で、全国39都道府県に49か所設置されており、その内訳は公営施設22か所、民営施設27か所となっている。令和2年4月1日現在、全国に47か所あり、うち公設公営が22か所、公設民営が9か所、民設民営が16か所であった。

## 基本方針
- 婦人保護施設は、入所者に対し、健全な環境のもとで、社会福祉事業に関する熱意及び能力を有する職員により、社会において自立した生活を送るための支援を含め、適切な処遇を行うよう努めなければならない（省令第2条）。